# Sigismund Kotromanić
Ishak-bey Kraloglu eller Sigismund av Bosnien (bosniska: Ishak-beg Kraljević/Исхак-бег Краљевић, Sigismund Kotromanić/Сигисмунд Котроманић) var bosnisk prins och den sista kända arvtagaren i den medeltida bosniska Kotromanić-dynastin.

## Biografi

### Barndom
Sigismund var son till Stefan Tomaš och Katarina Kosača-Kotromanić. Det är oklart när han föddes, men man antar att han var mellan 12 och 14 år när Bosnien erövrades av osmanerna, år 1463. Han var född och uppvuxen i den romersk-katolska kyrkan.
År 1461 halshöggs Sigismunds far av osmanerna och kronan ärvdes av Sigismunds halvbror Stefan Tomašević. Sigismund och hans yngre syster Katarina fortsatte att bo med sin mor vid hovet, med sin äldre halvbror och halvsyster, Maria av Serbien.

### Livet i Ottomanska riket
Två år senare, erövrades Kungariket Bosnien av osmanerna under Mehmed II. Sigismunds halvbror, kung Stefan Tomašević, avrättades tillsammans med sin farbror Radivoj och kusin Tvrtko. Sigismunds mor, drottning av Bosnien, Katarina Kosača, flydde till den adriatiska kusten, och vidare till Rom, efter att ha lämnat sin faders svärd i Dubrovnik, med instruktioner att bevara det till Sigismund. Katarina avled i Rom den 25 oktober 1478, där hon idag ligger begraven i kyrkan Santa Maria i Aracoeli. 
Efter att Bosnien hade erövrats av osmanerna, togs Sigismund och hans syster Katarina till Istanbul, där de konverterade till islam. Sigismund blev därefter känd som Ishak-bey Kraloglu (kraloglu, vilket på turkiska betyder "en kungs son"). Då Sigismunds mor Katarina dog, efterlämnade hon ett testamente, där hon utnämner Sigismund till den rättmätige arvingen av den bosniska kronan, om han konverterade tillbaka till kristendomen. Sigismund konverterade aldrig, och förblev muslim under resten av sitt liv. Det sägs att sultanen Mehmed II var väldigt förtjust i Sigismund, eller Ishak-bey, och gjorde honom till sanjak-bey av provinsen Bolu, i nordvästra Anatolien.
Sigismund dog förmodligen i Bolu. Europäische Stammtafeln hävdar att han hade ättlingar, men ger ingen vidare information om dem.